# 韓国鉄道1000系電車
1000系電車（1000けいでんしゃ）は、韓国鉄道公社（旧鉄道庁）の交直流両用通勤形電車。京釜線、京仁線、京元線および相互乗り入れ先のソウルメトロ1号線で運行されていた。1974年8月15日の開業に合わせ、126両が日本から導入された。

## 概要
車両番号は1000系であるが、制御方式から「抵抗車」と呼ばれる、広域電鉄最初の電車である。デザイン的には日本国有鉄道の301系や103系1000・1200番台（いずれもJR中央・総武緩行線・営団地下鉄東西線直通用）と営団5000系を折衷した車両であるが、こちらは鋼製車体で6M4T、韓国鉄道庁が交流電化、地下鉄は直流電化を採用しているため、交直流電車になっている。
主電動機は日本国鉄のMT55AをベースとしたHS-1036-CRB（端子電圧375V、電流360A、1時間定格出力120kW、定格回転数1,650rpm、連続定格出力105kW）が採用され、台車は日立製作所製のKH-90形であり、枕ばねにはコイルばねが採用されている。

### 1次車
1974年に日本で製造（日本車輌39両・東急車輛24両・川崎重工業39両・近畿車両24両）された126両がソウル電動車事務所（現在の九老車両事業所）に配属され、6両編成で運転を開始した。色は紺の車体に窓部だけクリーム色の帯が引かれ、在来の普通列車（のちのピドゥルギ号）と共通の塗装とした（地下鉄車両はクリーム色の車体に窓部赤帯）ソウル地下鉄公社（現在のソウル交通公社）も同じ車両を60両導入して運転していた。このとき登場したグループは「初期抵抗車」、「初抵抗」の愛称をもつ。
1976年に大宇重工業で初の韓国製電車が3両製造されたことを始め、1979年までに6両編成41本が製造された。
1984年より新造の中間電動車が増結され、8両編成化が実施され、1989年には中間付随車2両が増結されて10両編成となった。
補助電源装置は電動発電機 (MG) が搭載されていたが、1986年までに2次車に合わせて静止形インバータ (SIV) に変更されている。
製造当初は非冷房車であったが、1988年から1990年にかけて冷房改造（冷房装置は大韓造船公社、現・韓進重工業製）が実施された。
1998年より法定耐用年数（製造後25年）に達した車両から廃車が開始され、2004年までに先頭車は全廃された。
1985年および1986年に製造され、初期車に連結された中間車を先頭車化改造した編成もあったが2006年までに全廃されている。
一部の中間車は2次車に連結されて使用されていたが、2015年までに全廃されている。

### 2次車
1986年製造の第42編成からはデザインを大幅に変更し、新製時より冷房装置および運行記録装置を搭載したほか、補助電源装置もMGからSIVに変更されている。主抵抗器も日本製から韓国製（宇進産電製）に変更されている。このとき登場したグループは「中期抵抗車」、「中抵抗」の愛称をもつ。
2010年5月1日には九老電動車事務所内で1x58編成と5000系5x75編成が衝突事故を起こし、1158が大破したため、事故廃車となり、中期形としては初の廃車が発生した。一方、1158と衝突した5x75編成は休車状態となっていたが修理され、現在は311000系第74編成として復旧している。その他の中期形編成も2012年から廃車が開始され、2017年に1073Fを最後に営業運転から撤退した。
一部の中間付随車が改造の上で5000系（現・311000系）に編入されたが、2018年までに311000系もしくは341000系の中間付随車に差し替えられて廃車となった。

### 3次車
1994年製造の第74編成から最終の第86編成は2000系と共通したデザインに再度変更、塗装も白地に黄と緑の帯となり、在来車両の色も順次変更した。10両固定編成のほか、中期形を10両編成化するための中間車もあわせて製造された。このとき登場したグループは「後期抵抗車」、「新抵抗」の愛称をもつ。1996年に76両を製造して増備を終了し、翌年からは5000系に引き継がれた。
輸入を含め、10両編成70本、6両編成10本、その他予備車を中心に車両30両の計790両が配備された。また1995年8月には京元線に城北電動車事務所が設置され、一部がこちらに配備された。
2019年から廃車が開始され、当初は2021年に営業運転を終了する予定だったが、2020年に新吉駅で発生した脱線事故の影響で、すべての車両が前倒しで運行中止になった。

## 改造工事

### 急行運転への対応化
2000年からは、第42編成以降を対象にTISと急行運転用の誤通過防止装置が設置された。

### 補機類の更新
2004年からはSIVを宇進産電製のIGBT-SIV（容量190kVA）に、空気圧縮機を低騒音、低振動のものに換装する工事が実施されている。

### 塗装の変更
1994年、韓国鉄道庁のロゴの変更に伴い、黄色と緑色と白色の塗分けに変更されたが、韓国鉄道庁の公社化に伴い、2006年から2007年にかけて白の車体に先頭車正面とドア部のみ紺と赤のアクセントが入る塗装に順次変更された。

### 内装材の不燃化改造
2003年に発生した大邱地下鉄放火事件を受け、2004年時点で耐用年数が5年以上残っている車両を対象に、内装を不燃性のものに交換する改造が2004年から2006年にかけて実施された。
この改造に合わせて方向幕のLED化が実施された。

## 編成
- 6両（4M2T：車両番号は改正以前)

1. 1000型 先頭車Tc
2. 1100型 電動車M
3. 1300型 電動車M'◇（パンタグラフ1基）
4. 1100型 電動車M
5. 1300型 電動車M'◇
6. 1000型 先頭車Tc

- 10両（6M4T）

1. 1000型 先頭車Tc
2. 1200型 電動車M
3. 1300型 電動車M'◇
4. 1800型 付随車T
5. 1400型 電動車M
6. 1500型 電動車M'◇
7. 1900型 付随車T
8. 1600型 電動車M
9. 1700型 電動車M'◇
10. 1100型 先頭車Tc

長い導入時期と編成両数の変更などの車両運用により、車両番号の十単位・一単位でらのある編成番号が一致しない混合編成も存在した。
また、車両検査などのため付属車2両を抜いて電動車ユニット (M-M') の入った8M2T編成で運行したこともある。

## 編成の呼び方
普段は‘1x42編成’のように呼ばれているが、これは鉄道ファンだけの表現であり、韓国鉄道公社などの内部からはたいてい‘1042-1142編成’のように呼ばれている。

## 保存車両
廃車となった初期車の内、トップナンバー (1001) と初の韓国産編成の先頭車 (1115) ・中間車 (1301) 各1両が、鉄道博物館に保存されている（1001号車は登場時の塗装に復元）。2013年9月5日には中期車の1047, 1247, 1347および1147が韓国準鉄道記念物に指定され、編成を組んだ状態で九老車両事業所にて保存されていたが、2021年に指定が解除され、スクラップ業者に売却された。また、この他にも韓国各地に保存車が存在する。

## 写真

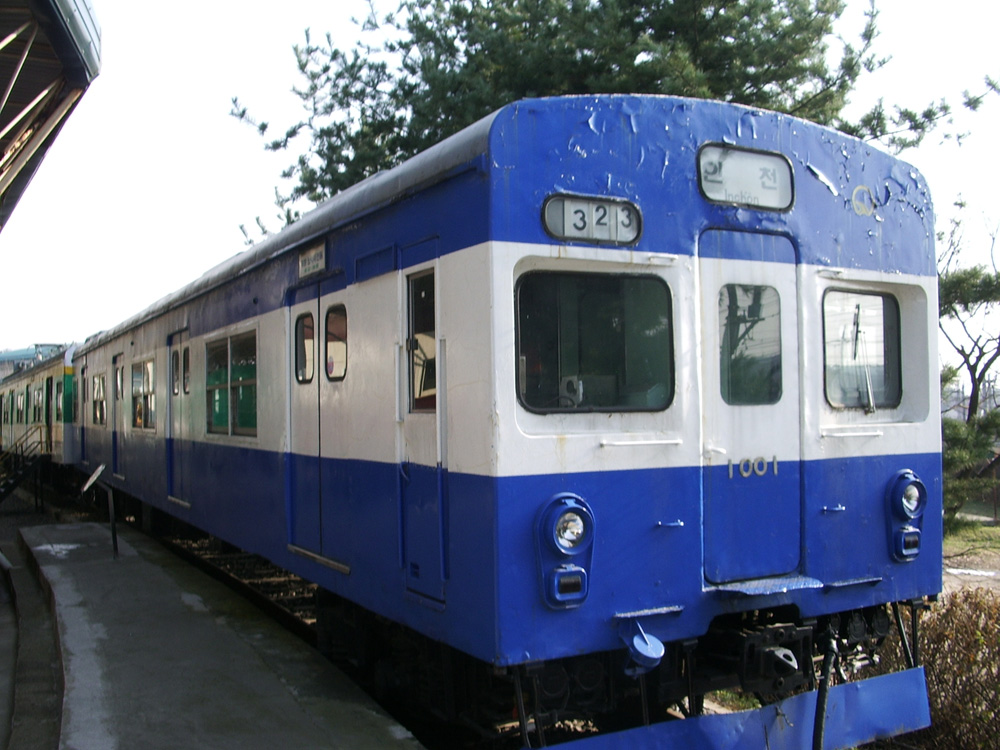
鉄道博物館に保存されているトップナンバーの1001
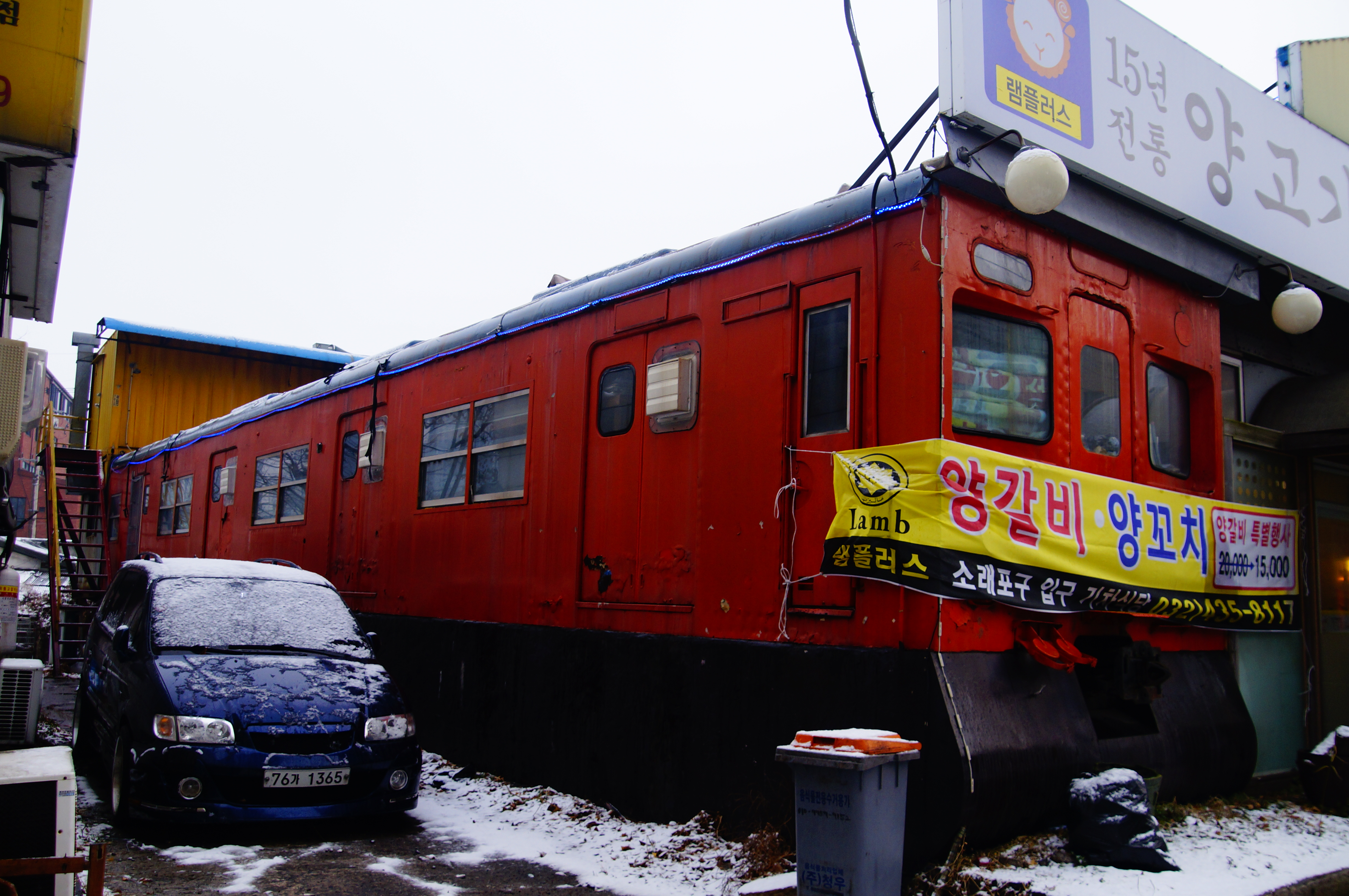
廃車後、飲食店として利用されている1次車の先頭車
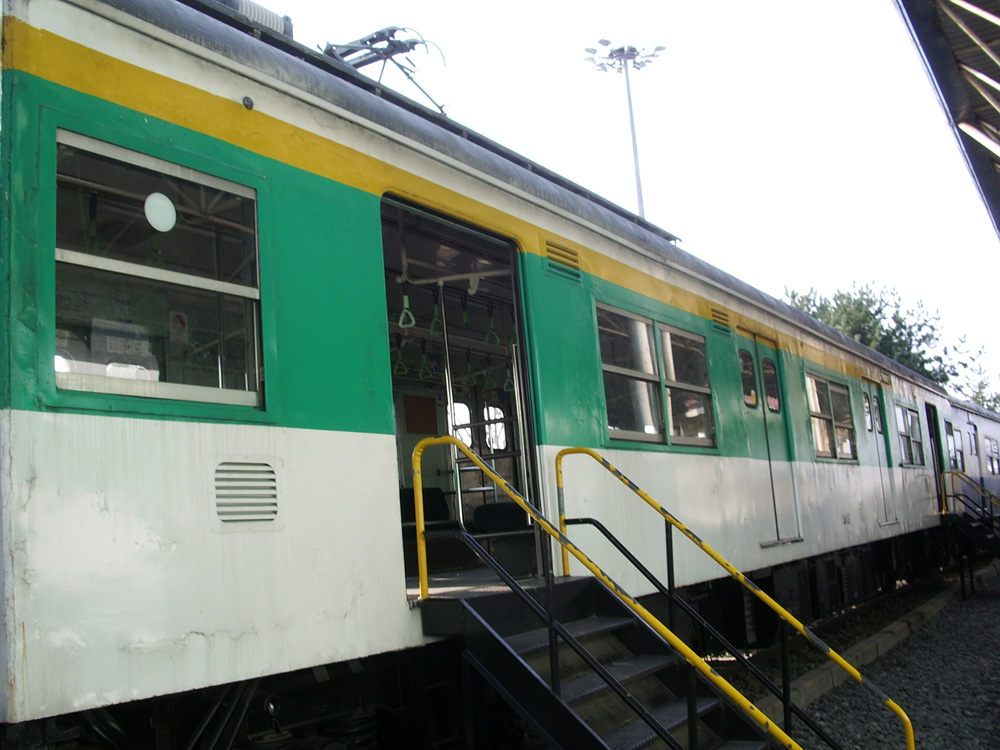
鉄道博物館に保存されている1次車の電動車
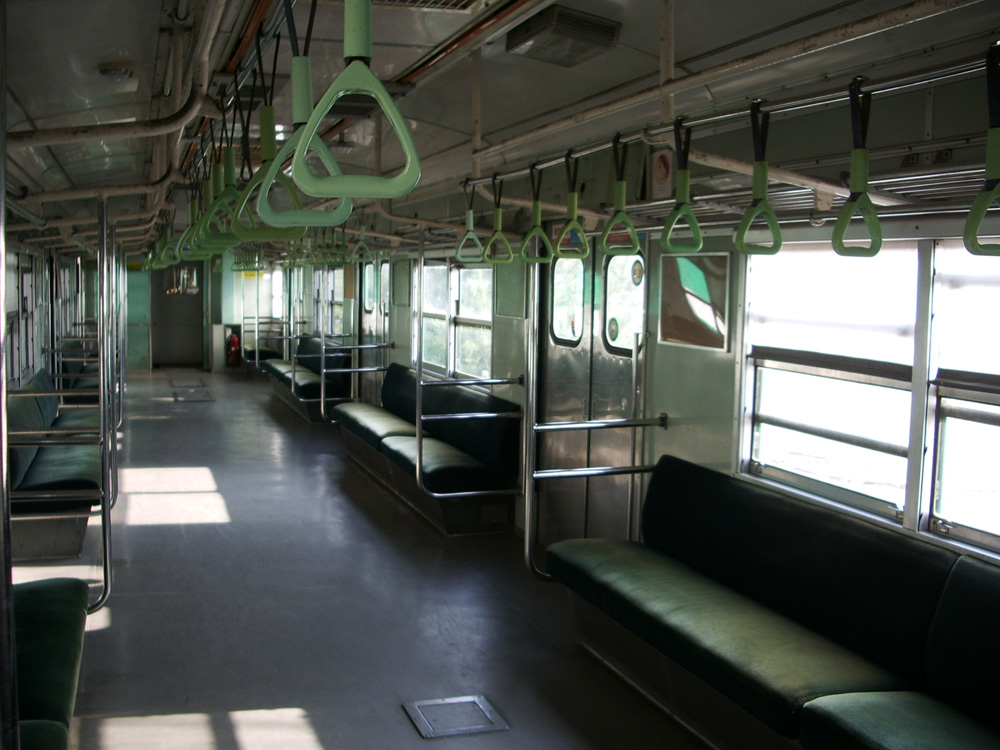
1次車の車内
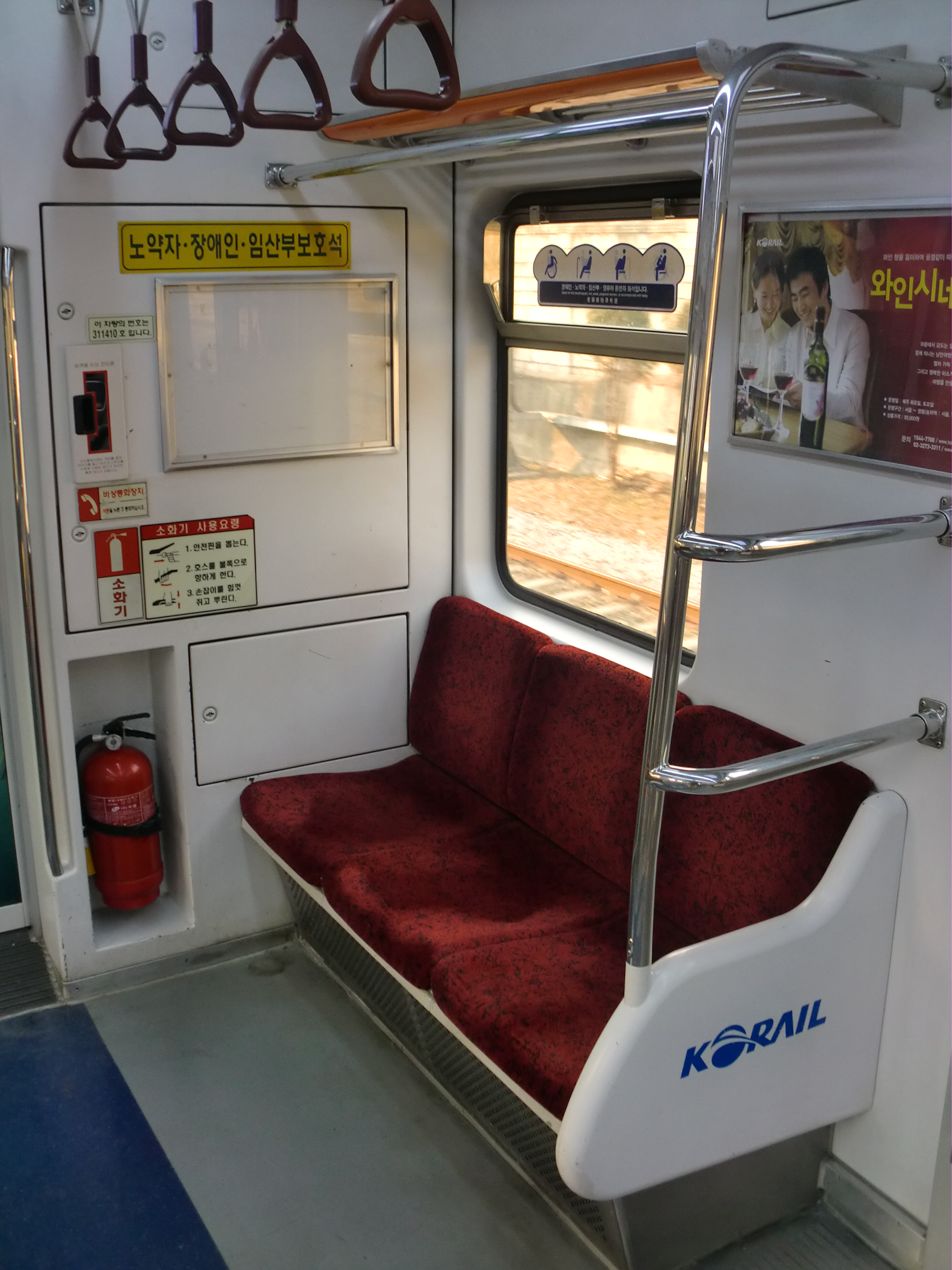
2次車・3次車の車内 （優先席区画）
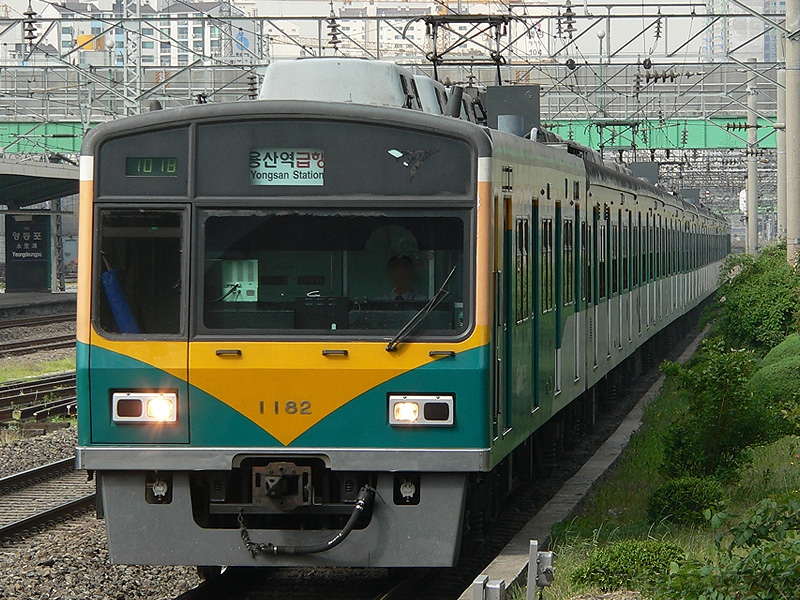
1000系2次車 （中間車からの先頭車化改造車、永登浦駅)